# Николаевка (Ермаковский район)
Николаевка — деревня в Ермаковском районе Красноярского края. Входит в состав Ермаковского сельсовета.

## География
Расположена на левом берегу реки Ои. Абсолютная высота — 306 метров над уровнем моря.

## История
Основана в 1887 году. В 1926 году в деревне имелось 166 хозяйств и проживало 789 человек (383 мужчины и 406 женщин). В национальном составе населения того периода преобладали русские. В административном отношении являлась центром Николаевского сельсовета Ермаковского района Минусинского округа Сибирского края.

## Население
| 1989 | 2002 | 2010 |
| ---- | ---- | ---- |
| 330  | ↗375 | ↘352 |

Половой состав
По данным Всероссийской переписи населения 2010 года в гендерной структуре населения мужчины составляли 49,4 %, женщины — соответственно 50,6 %.
Национальный состав
Согласно результатам переписи 2002 года, в национальной структуре населения русские составляли 92 % из 375 чел.